# Mladost Lučani
FK Mladost Lučani (serb.: ФК Младост Лучани) – serbski klub piłkarski z Lučani, założony w roku 1952. Obecnie klub występuje w Super liga Srbije.

## Europejskie puchary
Legenda do wszystkich tabel:
- Q – runda eliminacyjna, 1/16, 1/8, 1/4, 1/2 – odpowiednia faza rozgrywek, Grupa – runda grupowa, 1r gr – pierwsza runda grupowa, 2r gr – druga runda grupowa, F – finał, R – runda, PO – play-off
- k. – rzuty karne, los. – losowanie, Dogr. – dogrywka, w. – zasada bramek strzelonych na wyjeździe

| Sezon   | Rozgrywki   | Runda | Klub       | Dom | Wyjazd | Ogólnie |
| ------- | ----------- | ----- | ---------- | --- | ------ | ------- |
| 2017/18 | Liga Europy | 1Q    | İnter Baku | 0–3 | 0–2    | 0–5     |